# Alegrete
Alegrete es un municipio brasileño. Es el más grande del estado de Río Grande del Sur, ocupando una área de 7.804 km² y tiene una precipitación pluviométrica media de 1525 mm. Su población estimada para el año 2006 es de 88.513 habitantes.
La ciudad se encuentra ubicada a una latitud de 29º47'01,63" sur y a una longitud de 55º47'27,54" oeste - coordenadas del centro de la plaza Getúlio Vargas, estando a una altitud media de 102 m. Fue fundada en 1817 y obtuvo el estatuto de ciudad el 22 de enero de 1857.

## Historia
El poblado, en la margen izquierda del río Ibirapuitã, fue fundado en 1817, pasando a la categoría de villa el 25 de octubre de 1831, y desde 1840 hasta 1845 fue la tercera capital de la nueva República Riograndense escindida desde 1836 del entonces Imperio del Brasil.
Es la tierra natal de un poeta argentino del siglo XIX, Olegario V. Andrade, de Osvaldo Aranha (político, diplomático, estadista y presidente de la ONU en 1947) y de Mário Quintana (uno de los mayores poetas brasileños), el centenario de cuyo nacimiento fue conmemorado el 30 de julio de 2006.
Cada 20 de septiembre (Día del Gaucho), cerca de 8.000 caballeros y amazonas - de todas las edades, con sus ropas primorosamente típicas y sus caballos ricamente enjaezados - desfilan orgullosamente por las principales calles de la ciudad.
La patrona de la ciudad es "Nuestra Señora de la Concepción Aparecida" y se celebra el día 8 de diciembre.

## Economía
La actividad económica del municipio está dada principalmente por la agricultura (arroz - 45.000 ha) y la ganadería (536.536 cabezas de bovinos).

## Localización
Alegrete está localizado en la Frontera Oeste del estado de Río Grande del Sur, teniendo como límites a los municipios de: Uruguaiana, Quaraí, Itaquí, Manoel Viana, São Francisco de Assis, São Vicente do Sul, Rosário do Sul y Cacequi.